# Langzeitsynchronisation
Die Langzeitsynchronisation ist ein fotografisches Aufnahmeverfahren der Blitzlichtfotografie, bei der die Verschlusszeit immer länger als die Blitzsynchronzeit ist. Die Synchronisation des Blitzlichtes erfolgt hierbei mit der X-Synchronisation oder der M-Synchronisation.

## Die Technik
Bei der Blitzfotografie wird meist das Blitzlicht auf die kürzeste Verschlusszeit synchronisiert, bei der der Verschluss vollständig geöffnet ist. Moderne Kameras ermöglichen während einer Blitzaufnahme Verschlusszeiten, die länger sind als die Blitzsynchronzeit. Standardmäßig wird hierbei der Blitz in dem Moment gezündet, wenn der erste Verschlussvorhang gerade vollständig geöffnet ist, also am Beginn der Belichtungszeit bei vollständig offenem Verschluss. Viele Kameras erlauben auch eine Blitzsynchronisation auf den zweiten Verschlussvorhang. Hierbei wird der Blitz in dem Moment gezündet, wenn der zweite Verschlussvorhang gerade noch offen ist, also am Ende der Belichtungszeit bei noch vollständig offenem Verschluss.